# 若者就職支援協会
特定非営利活動法人 若者就職支援協会（とくていひえいりかつどうほうじん わかものしゅうしょくしえんきょうかい）は、大手民間企業やハローワークへ足を運んでも上手くいかなかった人のための就職支援団体である。2007年より活動開始、2008年設立の特定非営利活動法人（NPO法人）。斡旋自体をおこなうことはせず、自力で働く場所を確保し、個々が自律するための支援をおこなっている。
団体の住所を東京都渋谷区道玄坂1丁目17-9に置いているが、スタッフ全員が他に定職を持っているため常駐はしていない。

## 支援内容
『どのように仕事と向き合うか』ということを考えるきっかけをつくったり、『募集企業の探し方』、『採用されるためのコツ』などの情報提供をおこなっている。「就職」とは、“自律した個人として職に就くこと”と捉えている。
＜就職前後支援・カウンセリング＞
転職経験40社超となる理事長の経験や中小企業診断士とのネットワーク、他の団体とのつながりを活かし、支援をおこなう。
- カウンセリング（有機的な対応）
- 情報収集（ネットなどでの情報収集方法・コツの伝授）
- 履歴書添削（メール対応・直接対応）
- 面接対応（個別対応）
- セミナー（※有料にて不定期開催）
- 就職後相談（セクハラ相談、パワハラ相談、包括的人生相談等）などを基本的には無料にておこなっている。

※実費負担あり（交通費等）
（就職支援は、主に中卒(高校中退者含む)・高卒等の低学歴者に対して行う）
当協会には、理事長を筆頭に最終学歴が中学校卒のメンバーが複数在籍しており、自らの経験を活かし、低学歴者への支援を行う。定時制高校や通信制高校に通う生徒への出張授業の展開、中卒・高校中退者への就職支援も行っている。
＜創業希望者支援＞
日本唯一の経営コンサルタントの国家資格である中小企業診断士がチームを組み、それぞれの持つ専門性や強み（専門的知識や幅広い人脈）を結集し、これから創業することを考えている人を支援する。創業希望者の支援に注力する理由は、それを通じて当協会の経営理念とする「中小企業の活性化」に寄与したいからである。
＜学び隊プロジェクト＞
学校現場と社会を繋ぐコーディネート役を担う。常に社会動向のアンテナを張り、豊富なコネクションも持ち、何より平日の日中でも動ける「記者」を隊員として集めることで、学校現場の多様な要望に応える。中高生の人達が進路指導を受ける前に、受けておくと良いと考える授業のことである。具体的には、一人暮らしのやり方や働くとは何かを考えたり、携帯の使い方など、社会生活をするうえで必要となるであろうことを現役の記者達が出張授業として、学校などで授業をおこなう。
- 事業内容

進路指導・キャリア教育のみならず、その動機付けを行う授業内容の相談・企画・提案、左記の授業提案に即した社会人講師の派遣、若者の労働・教育問題に関する記事の寄稿、講演活動